# Menjamel barballarg
El menjamel barballarg (Melionyx princeps) és un ocell de la família dels melifàgids (Meliphagidae).

## Hàbitat i distribució
habita boscos de les muntanyes de l'est de Nova Guinea.